# Ласер (Арьеж)
Ласе́р (фр. Lasserre) — коммуна во Франции, находится в регионе Юг — Пиренеи. Департамент коммуны — Арьеж. Входит в состав кантона Сент-Круа-Вольвестр. Округ коммуны — Сен-Жирон.
Код INSEE коммуны — 09158.

## Население
Население коммуны на 2008 год составляло 191 человек.
| 1962 | 1968 | 1975 | 1982 | 1990 | 1999 | 2008 |
| ---- | ---- | ---- | ---- | ---- | ---- | ---- |
| 236  | 238  | 196  | 173  | 162  | 169  | 191  |

## Экономика
В 2007 году среди 106 человек в трудоспособном возрасте (15—64 лет) 74 были экономически активными, 32 — неактивными (показатель активности — 69,8 %, в 1999 году было 67,4 %). Из 74 активных работали 67 человек (37 мужчин и 30 женщин), безработных было 7 (3 мужчины и 4 женщины). Среди 32 неактивных 10 человек были учениками или студентами, 11 — пенсионерами, 11 были неактивными по другим причинам.